# Zebradwergspecht
De zebradwergspecht (Picumnus cirratus) is een vogel uit de familie spechten (Picidae).

## Kenmerken
Het verenkleed, dat bij beide geslachten gelijk is, is bruingrijs. Het mannetje is te herkennen aan de rode kruin. Het heeft een korte, zachte staart. De lichaamslengte bedraagt 10 cm en het gewicht 8 tot 12 gram.

## Leefwijze
Hun voedsel bestaat uit insecten, die ze door geklop en gehamer weten te bemachtigen. De plaatsen waar ze hun voedsel zoeken, bestaan uit laaghangende takken in klimplanten en bamboebosjes. Ze steunen niet op hun staart bij het beklimmen van een boomstam, zoals de echte spechten.

## Verspreiding en leefgebied
Deze standvogel komt voor in het noordoosten en het midden van Zuid-Amerika in lichte bossen, aan bosranden, in struwelen en op savannes en telt zes ondersoorten:
- P. c. macconnelli: noordoostelijk Brazilië.
- P. c. confusus: oostelijk Roraima (noordelijk Brazilië), zuidwestelijk Guyana en Frans-Guyana.
- P. c. cirratus: zuidoostelijk Brazilië en oostelijk Paraguay.
- P. c. pilcomayensis: zuidoostelijk Bolivia, Paraguay en noordelijk Argentinië.
- P. c. tucumanus: noordelijk Argentinië.
- P. c. thamnophiloides: zuidoostelijk Bolivia en noordwestelijk Argentinië.

## Status
De zebradwergspecht heeft een groot, maar verbrokkeld verspreidingsgebied en daardoor is de kans op de status kwetsbaar (voor uitsterven) gering. De grootte van de populatie is niet gekwantificeerd. Plaatselijk is de vogel algemeen, maar de aantallen lopen terug. Echter, het tempo van achteruitgang ligt onder de 30% in tien jaar (minder dan 3,5% per jaar). Om deze redenen staat deze dwergspecht als niet bedreigd op de Rode Lijst van de IUCN.